# Bergaptolo O-metiltransferasi
La bergaptolo O-metiltransferasi è un enzima appartenente alla classe delle transferasi, che catalizza la seguente reazione:
S-adenosil-L-metionina + bergaptolo ⇄ S-adenosil-L-omocisteina + O-metilbergaptolo